# 모노베촌 (고치현)
모노베촌(일본어: 物部村)은 일본 고치현의 북동부, 모노베 강에 존재했던 촌이다.
시정촌 합병에 의해 현재는 가미시 모노베정이 되었다. 모노베강에 만들어진 나가세댐에 의해 형성된 오쿠모노베 호수 주변의 오토치 지구에 시청 지소 등 중심 취락이 있다

## 지리
면적의 약 95%를 산림이 차지하며 임업이나 유자 재배 등 농업, 그것을 사용한 특산품이 주요 산업이다. 특히 유자는 과일 그대로 유통되는 고급품 '다마유자'의 산지로 알려져 있다[2].
쓰루기산 국정공원 구역 내 베푸협 등 사계절 자연을 즐길 수 있다.또한 음양도(陰陽道)와 고신도(古神道)의 하나라고 하는 실랑이류가 전해지는 지역으로도 유명하며, 평가 낙인 전설도 남아 있다.
1956년 합병 초기에는 인구 약 11,000명이었으나 과소화가 현저하게 말기에는 3,000명 이상까지 격감하였다.

## 역사
- 1956년 9월 30일 - 가미군 마키야마촌, 기미니로촌이 합병해 모노베촌이 성립하였다.
- 2006년 3월 1일 - 가호쿠정, 도사야마다정과 합병해, 가미시가 되어 소멸하였다.

## 교통

### 도로
- 국도 제195호선

## 참고 문헌
- 角川日本地名大辞典編纂委員会,『角川日本地名大辞典 39 高知県』1983, 角川書店